# アビシニアコロブス
アビシニアコロブス (学名: Colobus guereza) は、オナガザル科コロブス亜科に分類される霊長類の1種。カメルーン、赤道ギニア、ナイジェリア、エチオピア、ケニア、タンザニア、ウガンダ、チャドなど、中部アフリカ西半と東アフリカの大部分に分布する。形態の異なるいくつかの亜種が知られている。胴体は黒色で、側面にはマント状の長く白い毛が生える。顔は白い毛で縁取られ、尾の末端には白い房状の毛が生える。
昼行性かつ樹上性で、落葉樹林と常緑樹林に生息する。生息地の撹乱にも強く、川や湖に近い二次林を好む。葉しか食べないと考えられていたが、種子、果実、節足動物も食べることが判明した。特殊な胃で繊維質を多く含む植物であっても消化できるが、一度に食べられる植物は数種類にとどまる。天敵は猛禽類やチンパンジー、ヒョウなどの哺乳類が知られる。
3 - 15頭の群れで生活する。群れには優位な雄と数頭の雌、雌とその子供が含まれる。一夫多妻制であり、交尾は声によるコミュニケーションで始まる。妊娠期間は5ヶ月ほどで、幼獣はピンク色の皮膚と白い毛皮が特徴であり、3-4ヶ月で成獣の色に近くなる。夜明けに合唱を行うことがよく知られており、雄の咆哮は縄張りの境界を示す方法でもある。他の発声も行い、体の姿勢、動き、表情を使ってコミュニケーションをとる。
分布域が広いため、国際自然保護連合のレッドリストでは低危険種に分類されている。一部の地域では局地的に絶滅の危機に瀕しているが、より高いカテゴリーに分類されるほどの減少ではない。ただしケニアの亜種は絶滅危惧種に分類されている。劣化した森林でも十分に生存が可能で、一部の地域では伐採されていない森林よりも伐採の進んだ森林でよく見られる。ブッシュミートや毛皮を目的とした狩猟も脅威となっている。

## 名称
guereza、eastern black-and-white colobus、magistrate colobus、Abyssinian black-and-white colobusなどの英名がある。英名の「mantled」は胴体の側面に沿った長く絹のようなマント状の白い毛を指し、「guereza」はエチオピアでの呼び名である。ただしコロブス属やコロブス亜科全体を指す呼称として用いられることもあった。アビシニア (Abyssinian) はタイプ産地のエチオピアの古称である。属名はギリシア語の「kolobus (切断された)」に由来し、退化した親指を示している。

## 分類
ドイツの博物学者・探検家のエドゥアルト・リュッペルが1830年から1834年にかけてエチオピアを旅行した際に初めて分類された。リュッペルは1835年に「Neue Wirbelthiere con Abyssinien, Saengthiere」の中で本種を正式に記載した。ヨーロッパで初めて紹介されたのは1890年にベルリン動物園がエリトリアのマッサワから3頭を購入したときであった。

亜種の分布図

アジアとアフリカに分布するコロブス亜科に分類される。この亜科は本種を含むアフリカのコロブス、アジアのラングール、および奇妙な鼻を持つグループの3つに分けられる。コロブスは色、行動、および生態の違いによってコロブス属、アカコロブス属、オリーブコロブスの3系統に分類される。コロブス属には本種以外にもキングコロブスやアンゴラコロブスなどが分類される。コリン・グローヴズは2005年時点で7つの亜種を挙げている。Djaffa Mountain guereza（C. g. gallarum）の妥当性は不明であるが、2007年のコロブス亜科に関する論文では認められており、国際自然保護連合の基準では妥当とされている。
- Western guereza (Colobus guereza occidentalis) はナイジェリア東部、カメルーン、ガボン西端からナイル川西側の南スーダンとウガンダにかけて分布する。
- Omo River guereza または Abyssinian black-and-white colobus (C . g. guereza) は大地溝帯西部のエチオピア高原からアワッシュ川、オモ川、青ナイル川流域に分布する。
- Djaffa Mountains guereza または Neumann's black-and-white colobus (C. g. gallarum) は大地溝帯より東のエチオピア高原に分布する。
- Dodinga Hills guereza (C. g. dodingae) は南スーダンのディディンガ丘陵（英語版）に分布する。
- Mau Forest guereza（C. g. matschiei）はケニア西部およびウガンダからタンザニア北部まで分布する。
- Mt Uaraguess guereza または Percival's black-and-white colobus (C. g. percivali) はケニアのマシューズ山脈（英語版）に分布する。
- Eastern black-and-white colobus（C. g. kikuyuensis）はケニア山とアバーデア山脈（英語版）に分布する。
- Kilimanjaro guereza（C. g. caudatus）はタンザニアとケニアのキリマンジャロとメルー山周辺の森林に生息する。

亜種間の形態の違いは南東部のKilimanjaro guereza (C. g. caudatus) と北西部のWestern guereza (C. g. occidentalis) の間で最も顕著であり、その中間に分布する亜種は、緩やかな変化を示す。2018年にはKilimanjaro guereza (C. g. caudatus) をキリマンジャロコロブス (Colobus caudatus) として独立の種とする研究が発表された。

## 形態

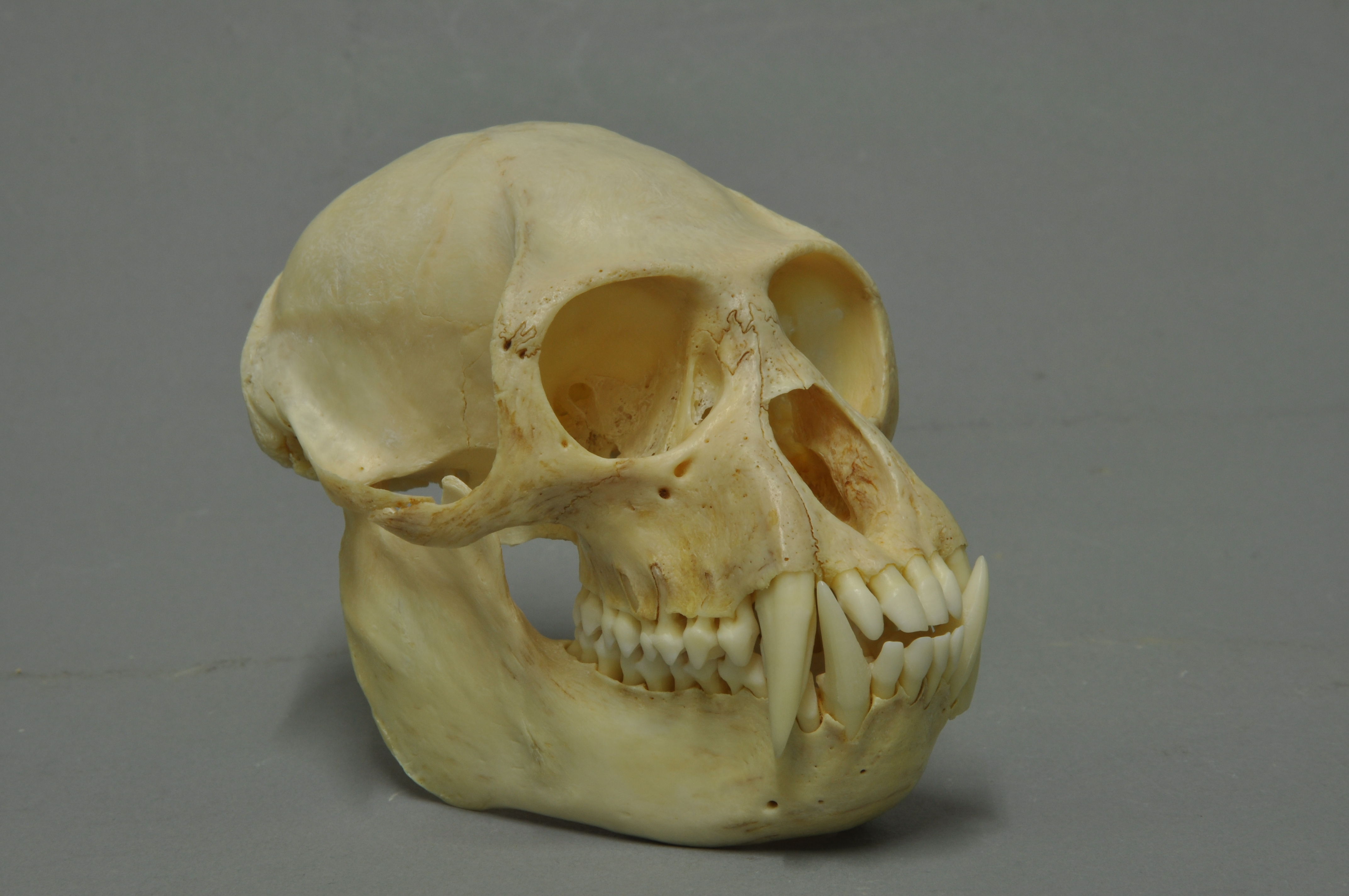
頭蓋骨

特徴的な毛皮を持ち、胴体の大部分は黒色で、体の側面と尾に沿って絹のような長く白いマント状の毛がある。マント状の毛は肩から始まり、背中に沿って伸び、胴体の下部で繋がる。尾は長く、先端は白い房毛で覆われるが、白い毛が尾をどの程度覆うかは亜種によって異なる。例えば、C. g. guereza の尾は灰色で、白い房は半分の位置から始まるが、C. g. caudatus の白い房は尾の80%を占める。マント状の毛はクリーム色から黄色となる場合もある。顔は白い毛で縁取られ、頬の毛は無造作である。腿には白い縞がある。
産まれたばかりの幼獣はピンク色の皮膚と白い毛が特徴である。毛と皮膚は成長するにつれて暗くなり、3 - 4ヶ月で成獣と同じ色になる。この体色変化は通常雄の方が早い。体重は雄が9.3 - 13.5 kg、雌が7.8 - 9.2 kgである。平均頭胴長は雄が61.5 cm、雌が57.6 cmである。尾長は50 - 90 cmである。ほとんどのコロブスと同様に、親指は退化して小さくなっている。歯列には性的二形があるが、雄の歯が大きい、雌の歯が大きい、ほとんど差が無いなど亜種によってその度合いは様々である。鼻の先端はほとんど口と接している。後足は木の間を飛び跳ねて枝伝いに飛び移るために長く伸び、発達した筋肉を持っている。胼胝（べんち）で硬くなった臀部により、苦痛を感じる事なしに長時間細い木の枝に座り続ける事ができる。

## 分布と生息地

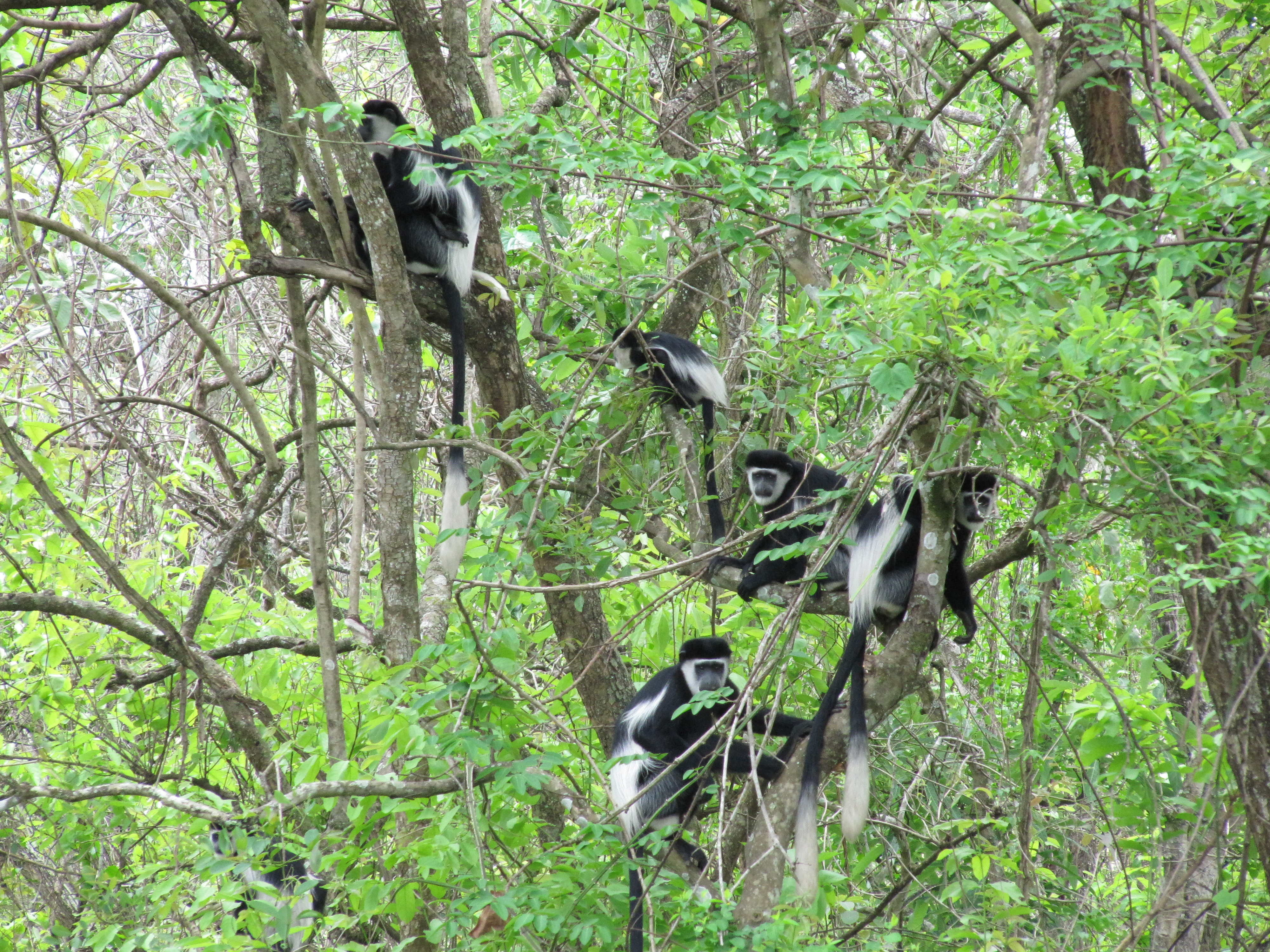
樹上性である

西はナイジェリアとカメルーンから、東はエチオピア、ケニア、ウガンダ、タンザニア北部まで、アフリカ大陸の赤道地域に分布する。落葉樹林と常緑樹林の両方に生息する。主に森林とサバンナの林に生息し、高地や山地でも見られる。淡水または汽水の近くの河畔林、拠水林、高地林など、原生林と二次林の両方で見られる。特に川や湖に近い森林や標高の高い場所に多い。標高3,300 mの高地でも見られる。原生林よりも二次林を好む傾向がある。本種が二次林を好むのは、化学的防御力が弱く、食用となる樹木の数が増えるためである可能性が高い。沼地やユーカリのプランテーションなど人工的な環境で発見されることもあり、特に栄養不足のときには頻繁に訪れることがある。

## 摂餌
主に樹上性だが索餌や移動のために時々地上に降りることがあり、他のコロブスよりもその頻度は高い。昼行性で、起きているうちの半分は休息しており、次に索餌や移動が多い。夜明け後に群れは眠っている木を離れ、夕暮れ時に木に戻る。日中は移動と索餌の合間に長い休息時間を取る。あまり時間は長くないが、グルーミング、挨拶、遊び、警戒などの他の活動も行われる。
葉食動物として知られているが、実際には葉以外も食べる。主に葉と果実を食べるが、その他にも樹皮、幹、種子、花、葉柄、つる、水生植物、節足動物、土壌、さらには建物のコンクリートを食べることもある。食事の内訳は地域と季節によって異なる。葉に含まれるタンパク質、タンニン、ナトリウムなどの栄養因子の濃度が食品の選択に影響する。より栄養価の高い植物を得るため、断続的に長距離を移動することもある。葉は通常食事の半分以上を占めるが、季節によっては果実をより多く食べることもある。古い葉よりも若い葉を好む傾向がある。未熟な果実を好んで食べるため、熟した果実を食べる種との競争を減らす効果があると考えられる。多くの植物を消費するが、特定の場所では一部の種が食事の大部分を占める。

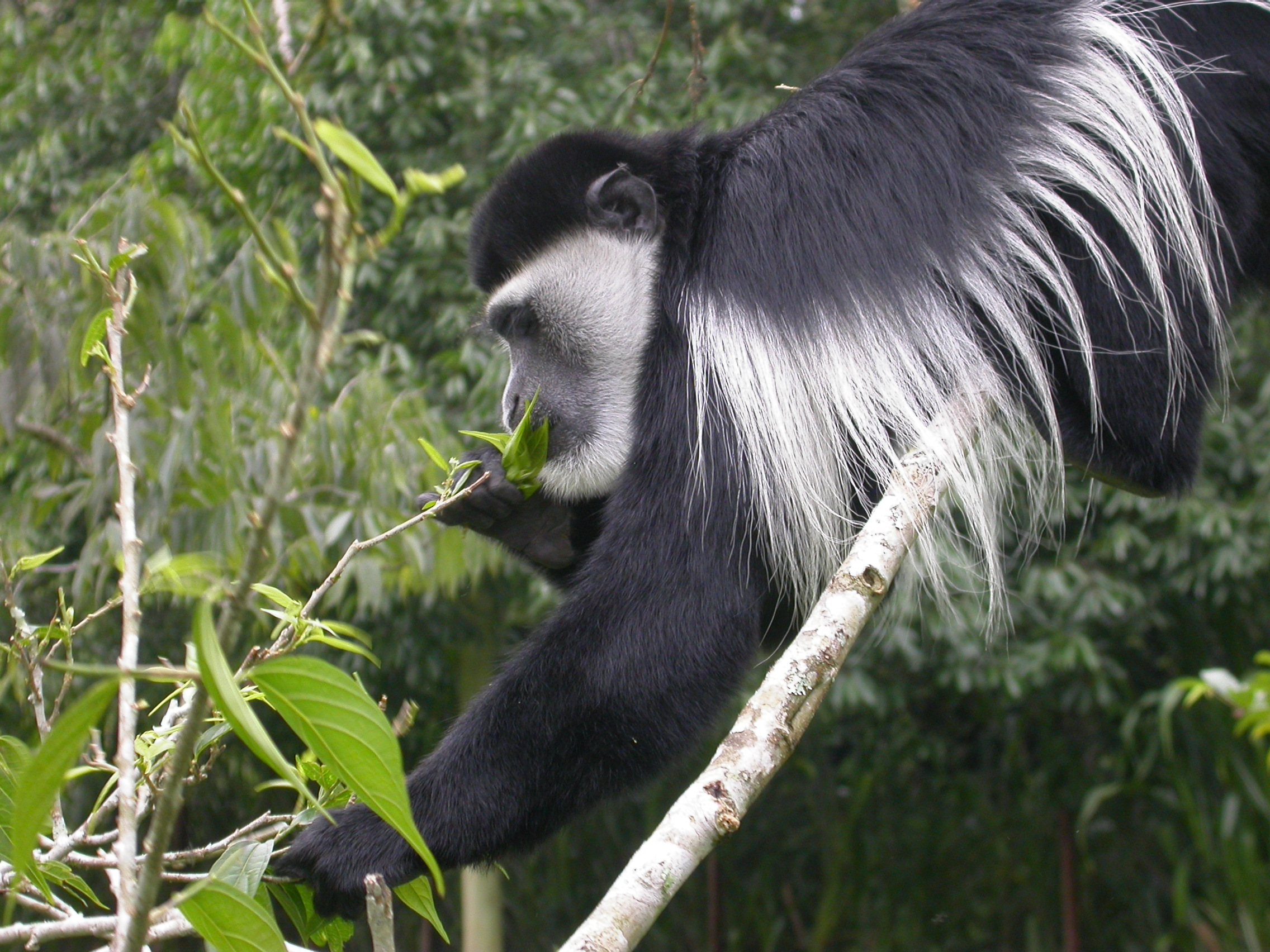
通常は数種類の葉のみを食べる

他のコロブスと同様に、細菌を含む大きく多室の胃により葉やその他の植物繊維を消化することができる。特殊な胃により簡単に抽出できる繊維質を多く含む食物を好む。天敵は主にカンムリクマタカだが、コシジロイヌワシなど他の猛禽類にも食べられる。チンパンジーは本種を狩ることが知られている。ヒョウも捕食者となる可能性がある。

## 行動

### 群れと社会

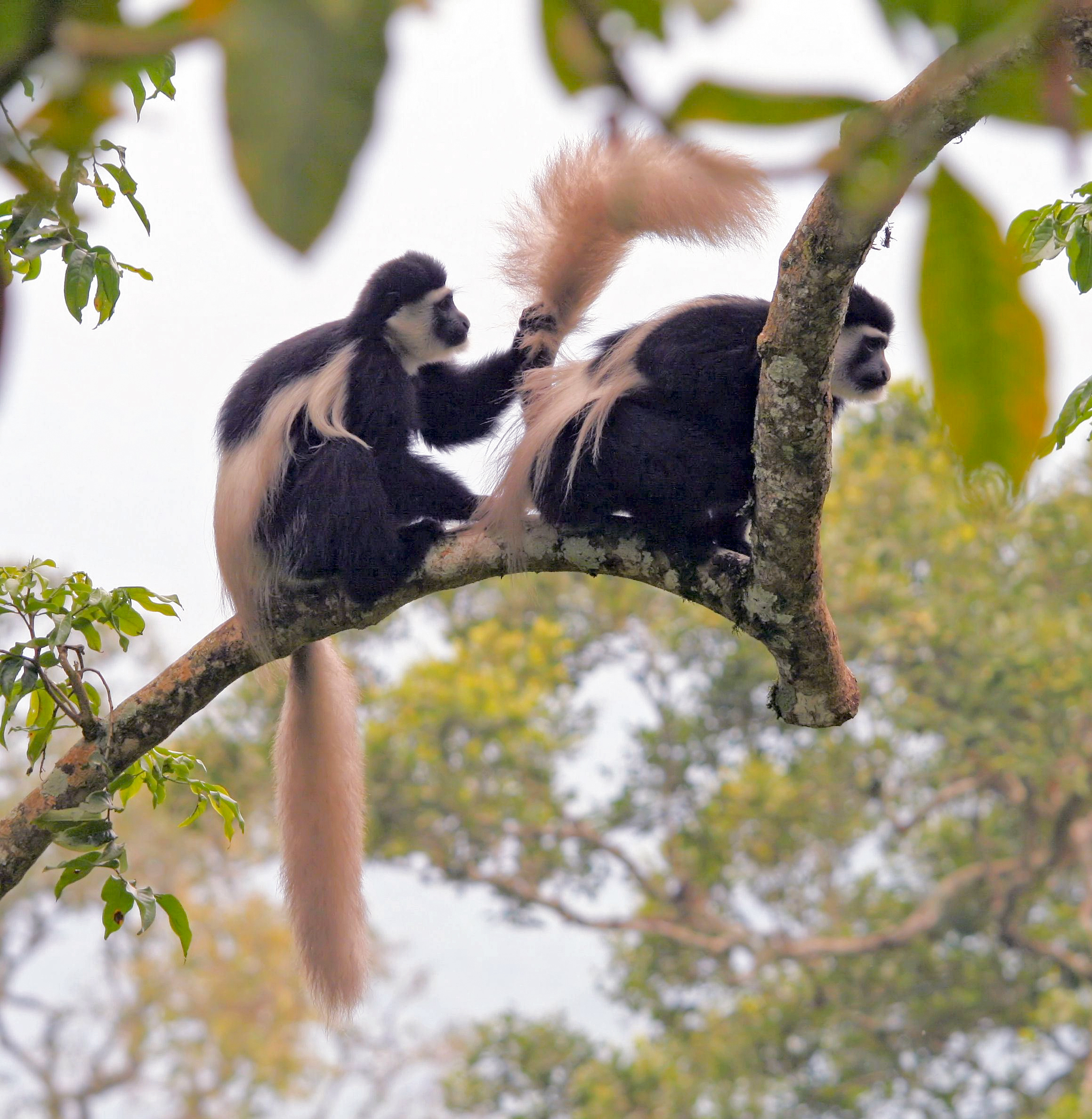
社会的グルーミング

通常3 - 15頭からなる安定した群れで生活する。群れは通常一頭の雄、数頭の雌、幼獣から構成されるが、雄が数頭存在することが一般的な個体群もある。複数の雄が存在する群れでは、雄は互いに攻撃的になりがちで、その内一頭が優位になる。このような群れでは、一部の雄が追い出されることもある。複数の雄が存在する群れでは、雄同士は父と子の関係の場合もあれば、血縁関係が無いこともある。群れに属していない雄は、単独で生活するか、他の雄と一緒に独身の群れを作る。雌は群れの結束を保ち、母系制の血縁関係にある。雌が生まれた群れから離れることは珍しい。一方雄は亜成獣または成獣になると群れを離れることが多い。雄は最初は単独で生活したり、独身雄の群れで生活したりすることがある。彼らは群れの周縁部で生活したり、群れの雄を追い出したりすることで群れに入る。
質の悪い食事と分散した分布のため、定住型平等主義である。群れで暮らす雌は、しばしば格式化された階級の無い平等主義的なスタイルをとる。個体間の関係はリラックスした友好的なもので、優位性や従属性の合図はまれである。群れ内での身体的攻撃は有害とならず、争いに発展することはめったに無い。社会的グルーミングは個体間交流の重要な部分であり、主に雌同士が行う。雄成獣が群れ内でグルーミングを行うことはほぼ無い。厳密に縄張り意識があるわけではないが、群れがお互いに攻撃的になることがある。群れの居住区域は約16万平方メートルである。一部の個体群では、群れが行動圏の中心、資源、配偶者を守ることがある。群れ同士が遭遇した際、雄は雌の資源を守るなど、直接的または間接的な配偶者防衛を行うことがある。群れ同士が遭遇すると身体的な接触よりも追跡、ディスプレイ、発声が起こり、雄だけでなく雌も参加することがある。

### 繁殖と成長

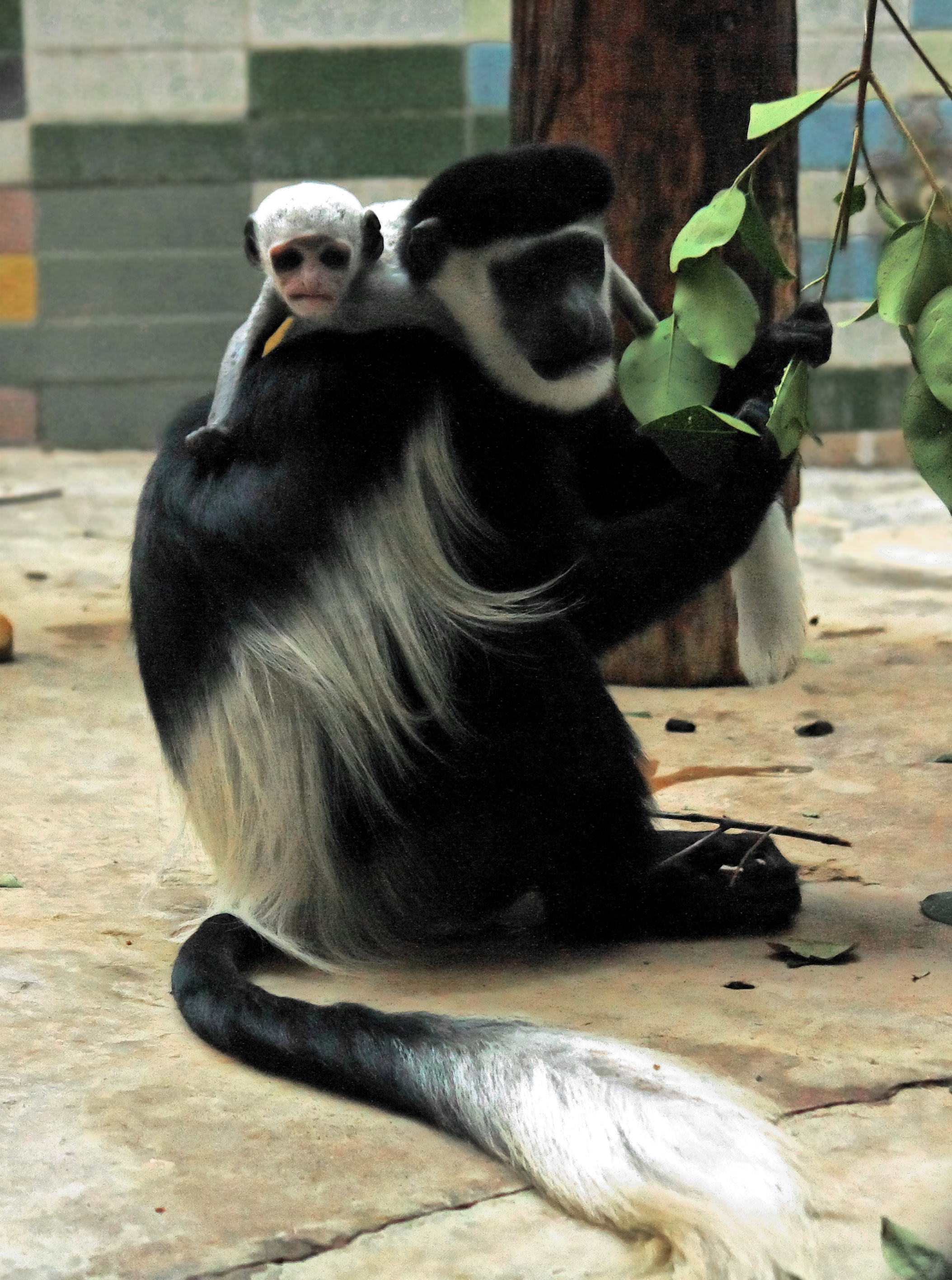
幼獣は白く、生後数ヶ月は母親にしがみついて過ごす

一夫多妻制であり、ハーレムを形成する。交尾を誘うのは雌雄ともに半々である。交尾を誘うためにパートナーの近くを歩き、低強度のクリック音または強打音を立てる。雄は雌の足首と体をつかんで交尾を行う。ほとんどの交尾は同じ群れの中で行われるが、群れの外の個体との交尾も記録されている。複数の雄がいる群れでは、複数の雄が雌と交尾することがある。妊娠期間は158日間で、出産間隔は16-22ヶ月である。生まれたばかりの幼獣は母親に支えられており、しがみついている。成長するにつれて自力で動けるようになるが、母親のところへ戻ってくる。幼獣は群れの中でほとんどの注目を集める。群れの他の雌が幼獣を世話することがあるが、幼獣は母親と一緒にいるときだけ安心する。雄は生後4-5週間までは幼獣にあまり注意を払わない傾向にある。生後8-9週間で固形食を食べられるようになり、生後50週間までには完全に離乳し、母親にしがみつく必要がなくなる。雌は4歳、雄は6歳までに性成熟し、寿命は野生で20年、飼育下で24年と考えられている。

### コミュニケーション
主に夜間から夜明けにかけ、雄は吠え声を発する。吠え声は最大1.6 km先まで届く。群れに複数の雄がいる場合、通常、群れの上位の雄が吠える。吠え声は遠距離のコミュニケーションに使用され、他の群れとの距離を保つ役割がある。1頭の雄が吠え始めると、隣の雄も吠え始める。多くの場合相手が誰であろうと呼びかけに応じ、ディスプレイに重点を置く。雄の吠え声には変化があり、群れの状態や戦闘能力を示す可能性がある。雄は吠え声によって自分の体の大きさをアピールすることができ、実際の大きさを主張することも、実際よりも誇張された大きさの印象を与えることもできる。雄は警戒音として鼻を鳴らす。群れで行動する前には喉を鳴らす。雌や幼獣は軽い苦痛を感じたときにカーカーという鳴き声を出す。幼獣に危険が迫った時など、より深刻な苦痛を感じている場合は、雌や幼獣はキーキーと鳴いたり悲鳴を上げたりする。軽い攻撃の際は舌打ちをする。発声に加えてさまざまな体の姿勢や動き、フリンジ状の毛の動き、表情、接触などでコミュニケーションをとる。

## 人間との関係

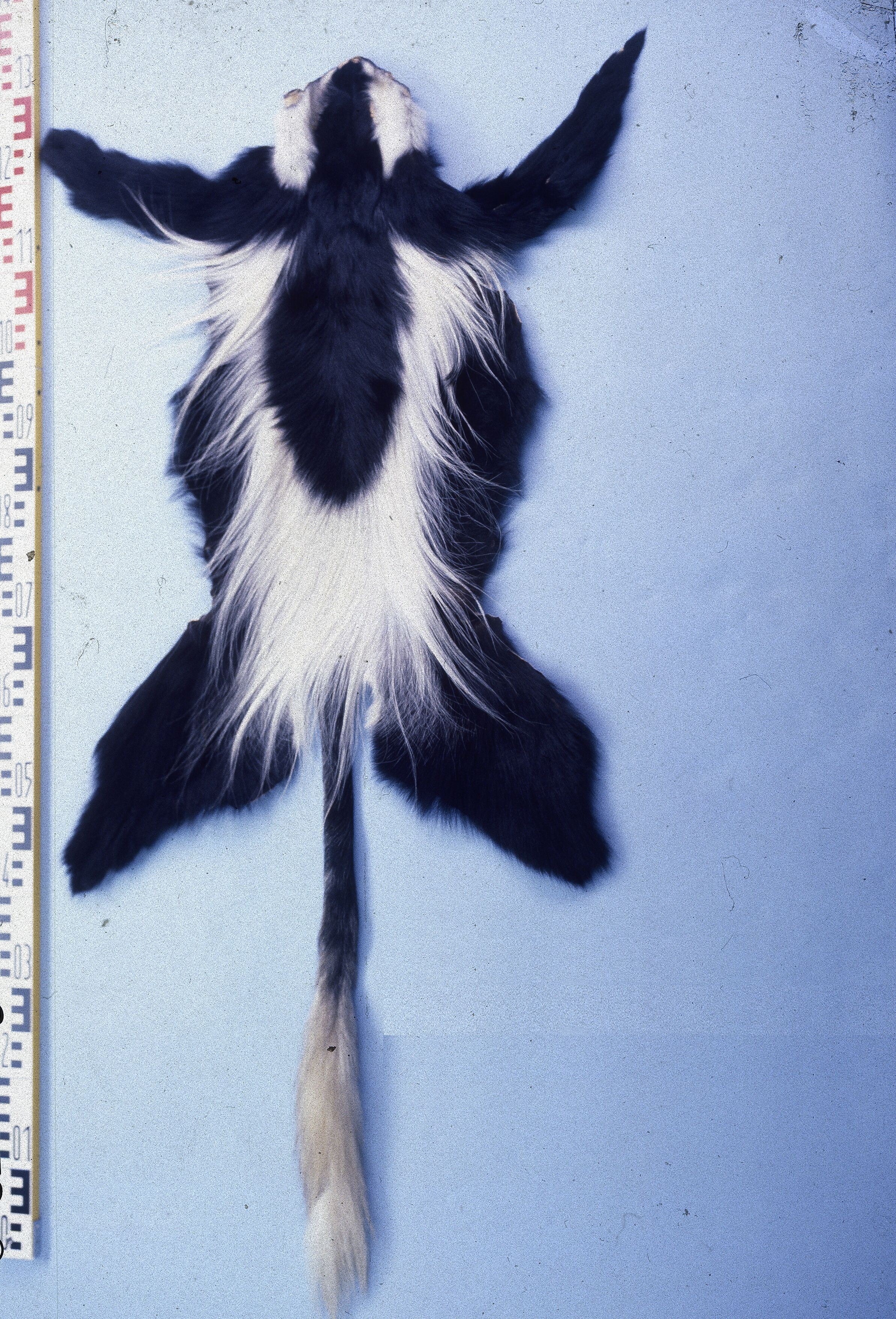
毛皮と肉の為に狩猟される

乾燥林と拠水林の両方に生息し、地上を移動できるため、他の多くのコロブスよりも絶滅のリスクは少ない。IUCNによると局所的に絶滅の危機に瀕している地域はあるものの、広く分布するため、より高いカテゴリーに分類されるほど急速に減少しているとは考えられておらず、低危険種に分類されている。亜種によっては異なるカテゴリーに分類されており、Mt Uaraguess guereza (C. g. percivali) は分布域が狭く、狩猟によるリスクがあるため絶滅危惧種に分類されている。Dodinga Hills guereza (C. g. dodingae)も分布域が狭く、生息地が断片化しているため絶滅危惧種とされている。Djaffa Mountains guereza (C. g. gallarum) はデータ不足に分類されている。
Dodinga Hills guereza は1960年代以降記録されていない。他のほとんどの霊長類とは異なり、生息地の劣化に強く、劣化した森林でも繁栄することができる。時には、伐採によって本種の好む食用樹木の数が増えることがあり、伐採されていない地域よりも伐採された地域で豊富に存在する。しかし完全な伐採は個体数の劇的な減少を引き起こす。ウガンダでは森林の完全な伐採により8年間で50％の減少が起こった。肉や毛皮を目的とした狩猟によっても脅かされている。肉はブッシュミートとして4 - 9ドルで売られている。皮はファッションやお土産として売られている。
日本ではコロブス属単位で特定動物に指定されており、個人での愛玩目的での新規飼育は出来ない。

## 画像
- 骨格標本

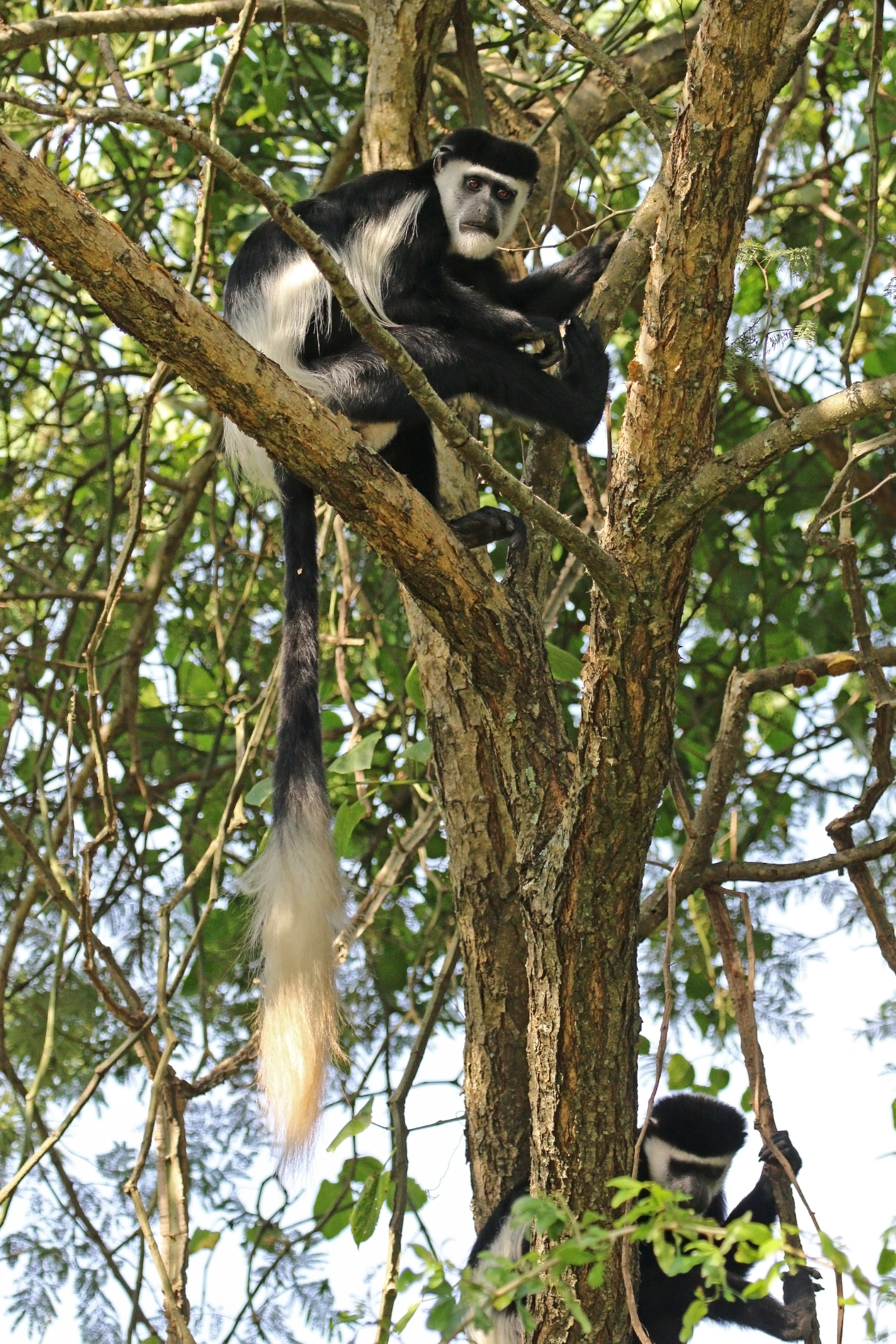
C. g. occidentalis、ウガンダ
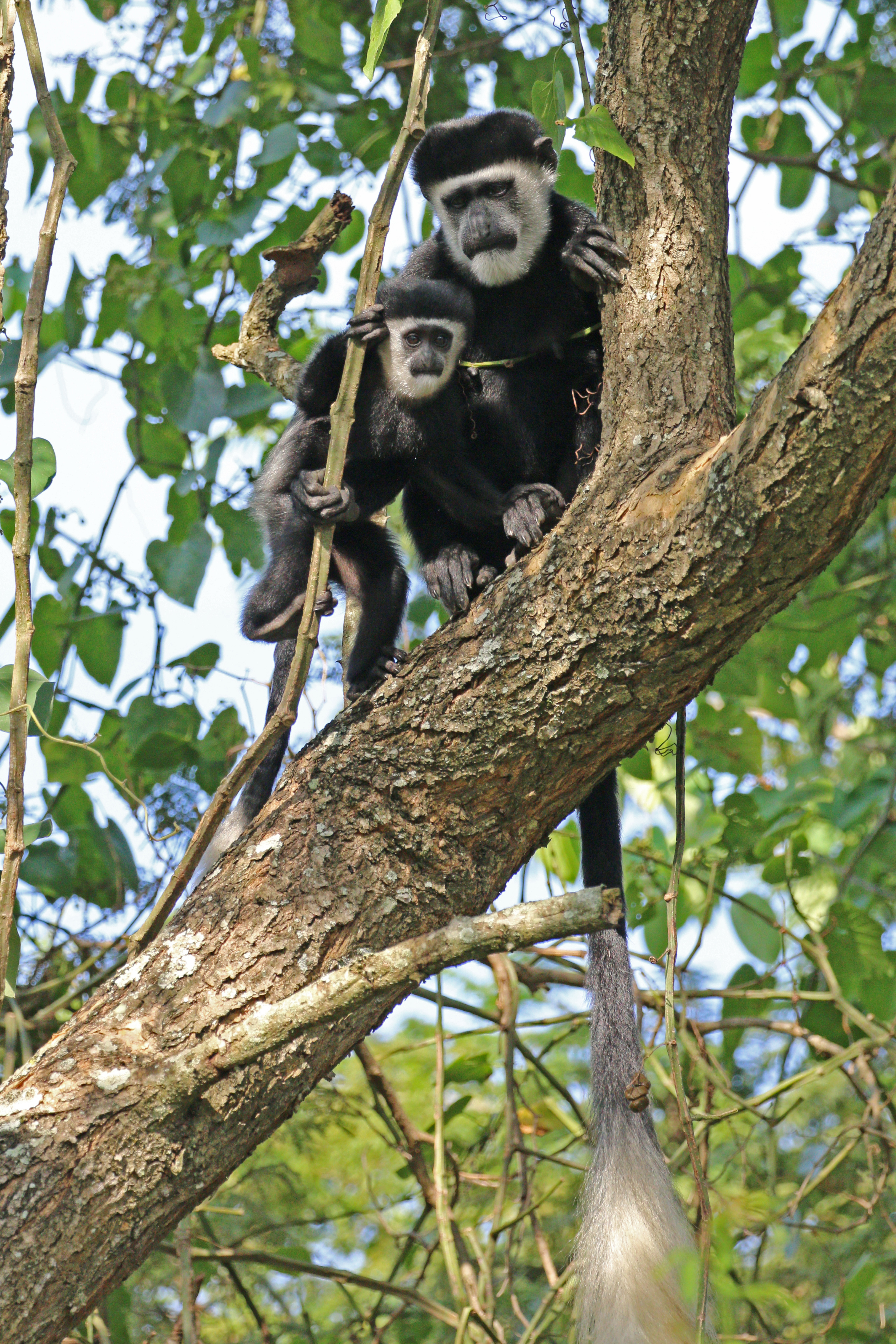
C. g. occidentalis、ウガンダ
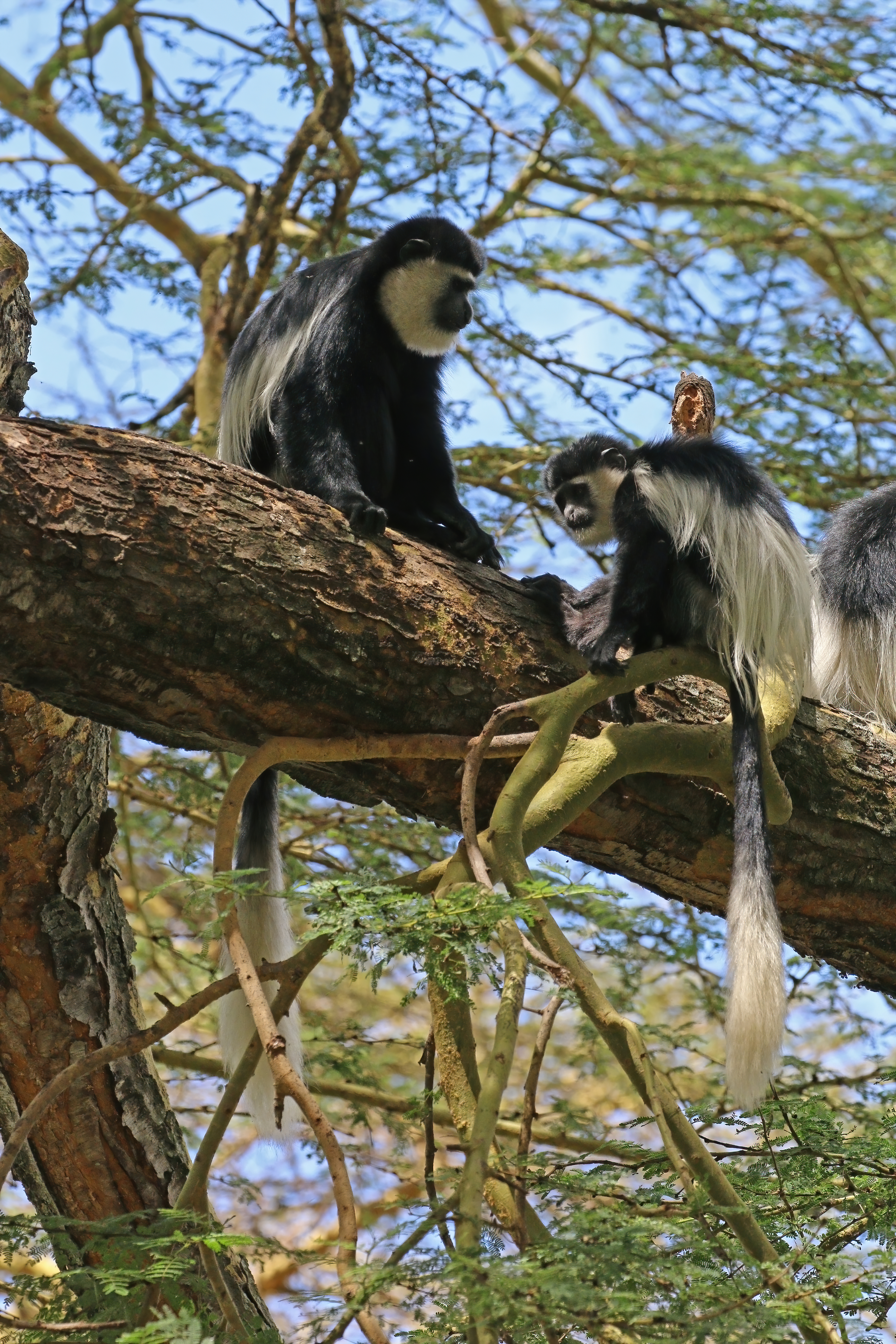
C. g. matschiei、ケニアのナイバシャ湖
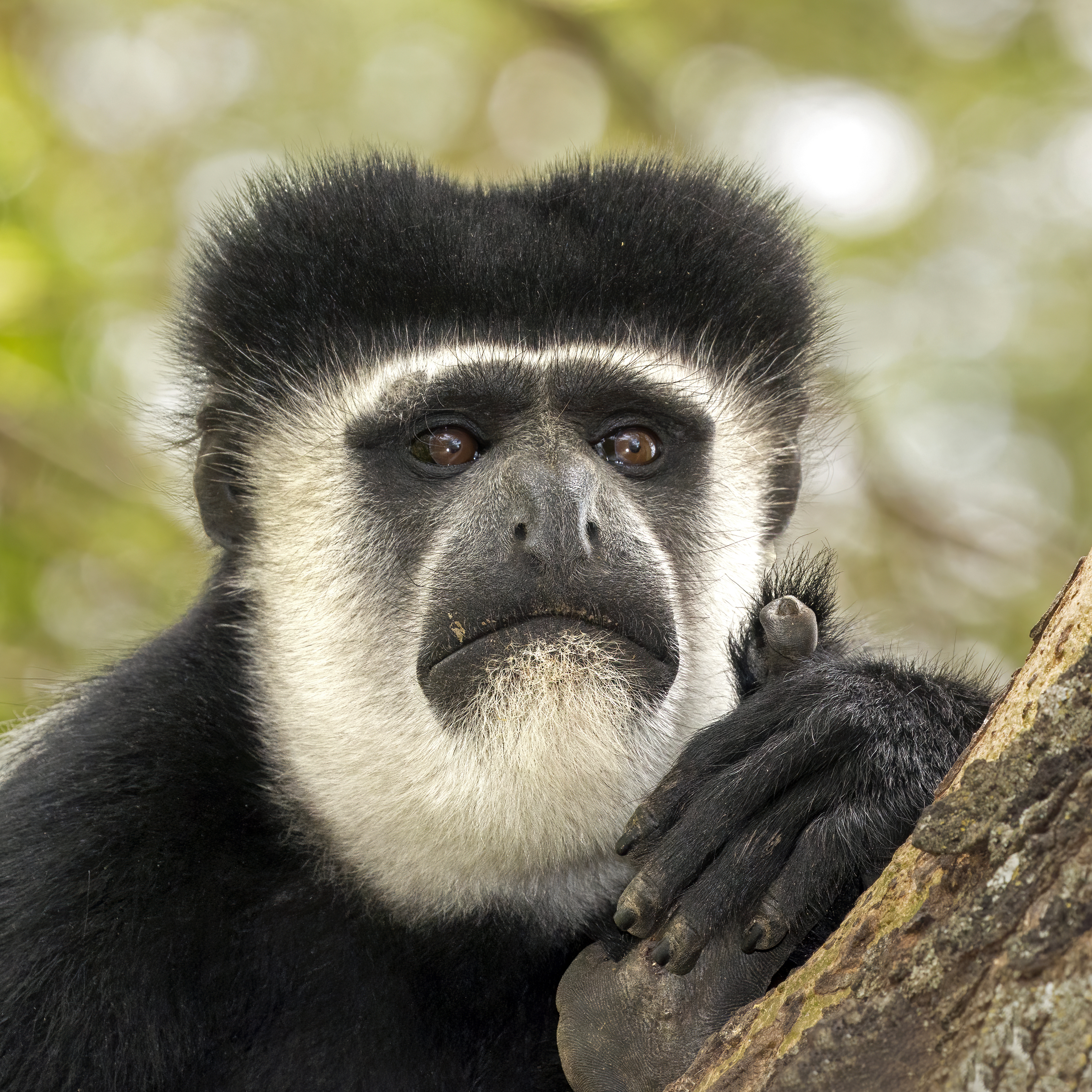
C. g. matschiei、ケニアのナイバシャ湖
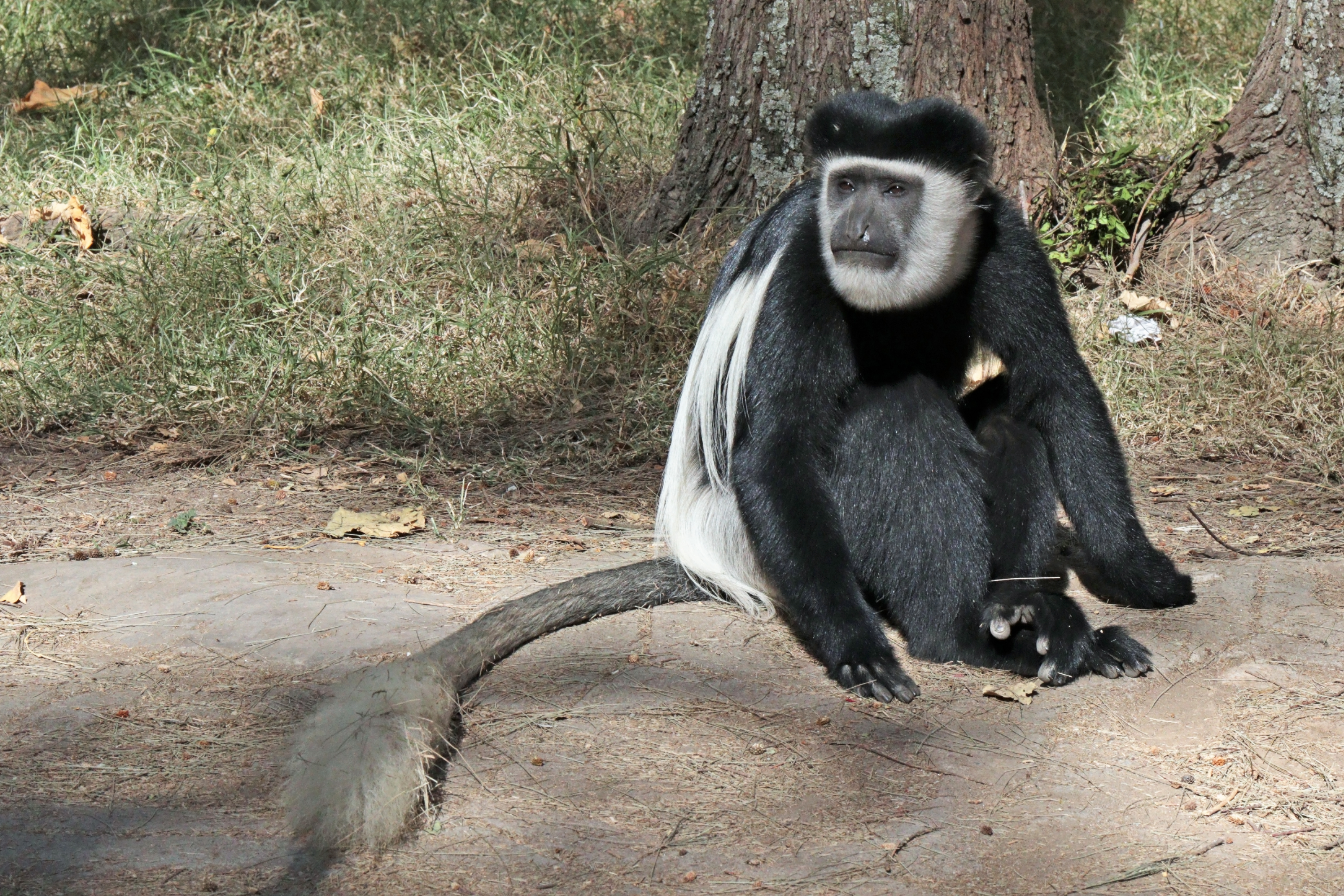
雄の C. g. guereza、エチオピア
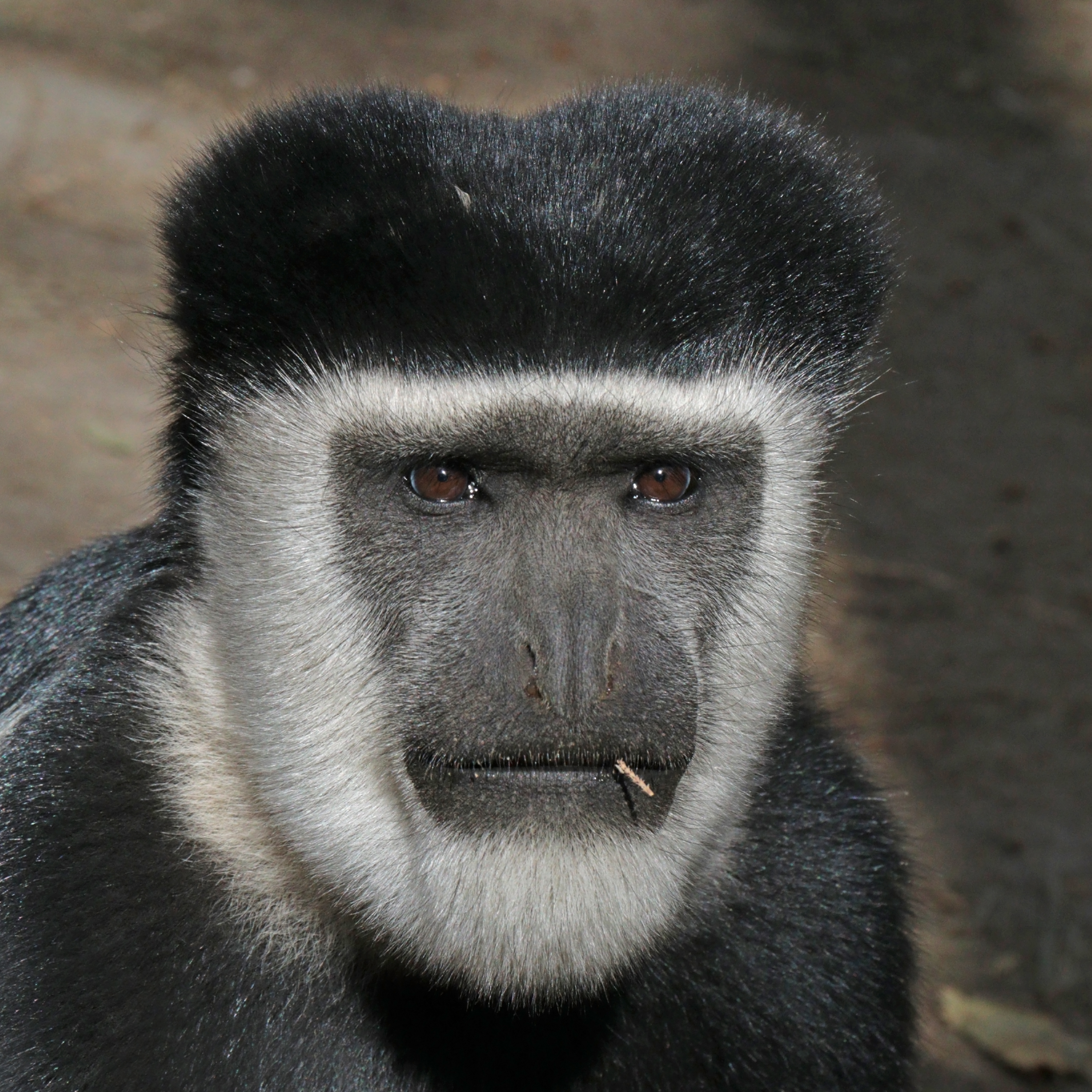
雄の C. g. guereza、エチオピア
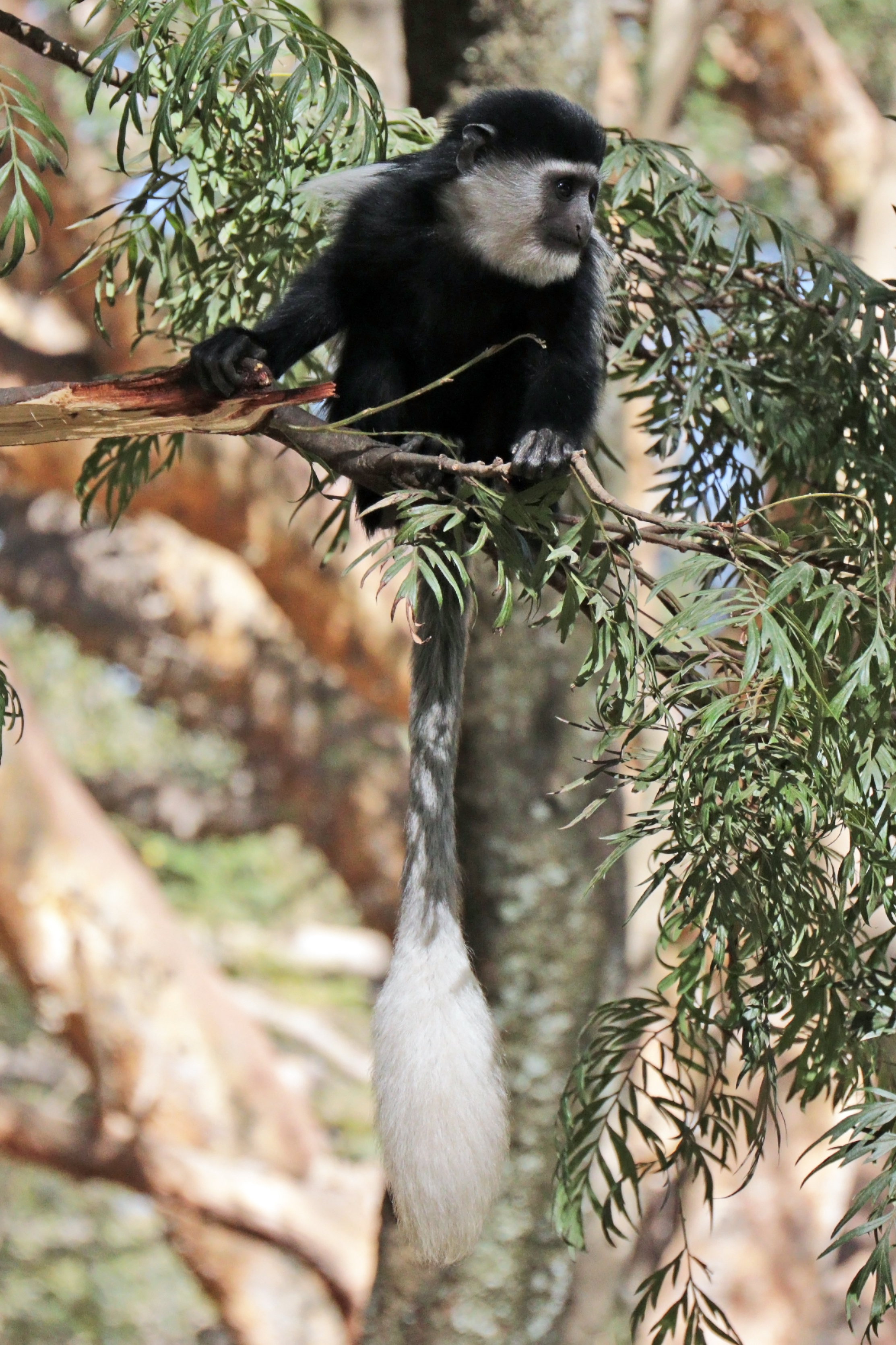
雌の C. g. guereza、エチオピア